# Chełm Górny
Chełm Górny (phát âm tiếng Ba Lan: [xɛwm ˈɡurnɨ]) là một ngôi làng thuộc khu hành chính của Gmina Trzcińsko-Zdrój, thuộc hạt Gryfino, West Pomeranian Voivodeship, ở phía tây bắc Ba Lan.
Trước năm 1945, khu vực này là một phần của Đức. Đối với lịch sử của khu vực, xem Lịch sử của Pomerania.